# بيتري كومان
بيتري كومان هو مصارع رياضي روماني، ولد في 8 يونيو 1944.

## وصلات خارجية
- بيتري كومان على موقع قاعدة بيانات المصارعة الدولية (الإنجليزية)
- بيتري كومان على موقع أوليمبيديا (الإنجليزية)